# .htpasswd
.htpasswd – nazwa pliku konfiguracyjnego przechowującego nazwy użytkowników i hasła wykorzystywane przez Apache do autoryzacji. Działa on w połączeniu z plikiem .htaccess lub bez niego, o ile wykonany został odpowiedni wpis w pliku konfiguracyjnym apache.
Hasła szyfrowane są md5, sha, Blowfish lub systemowym crypt(). W jednym pliku .htpasswd mogą znajdować się hasła zaszyfrowane różnymi sposobami.
Do utworzenia pliku .htpasswd używa się programu htpasswd, który dostępny jest wraz z Apache.
```
 
htpasswd -c .htpasswd uzytkownik
```

Program poprosi o podanie hasła dla użytkownika "uzytkownik", które zostanie zapisane w pliku o podanej przez nas nazwie.
Żeby zabezpieczyć folder podanym hasłem, należy dodać do pliku .htaccess:
```
AuthType
 
Basic

AuthName
 
"Teren prywatny. Zakaz wstepu."

# !!! konieczne popraw ścieżkę na właściwą dla twojego serwera

AuthUserFile
 
/absolutna/ścieżka/do/.htpasswd

Require
 
valid-user

```

Plik .htaccess i .htpasswd muszą znajdować się w tym samym katalogu, jeśli tak nie jest, należy w AuthUserFile podać pełną ścieżkę do pliku .htpasswd
Aby dodać kolejnych użytkowników do pliku .htpasswd, należy ponownie użyć programu htpasswd
```
htpasswd .htpasswd uzytkownik2
```

## Przykładowe wpisy do .htpasswd z użyciem różnych algorytmów
bcrypt
```
$ htpasswd -nbB myName myPassword
myName:$2y$05$c4WoMPo3SXsafkva.HHa6uXQZWr7oboPiC2bT/r7q1BB8I2s0BRqC
```

MD5
```
$ htpasswd -nbm myName myPassword
myName:$apr1$r31.....$HqJZimcKQFAMYayBlzkrA/
```

SHA1
```
$ htpasswd -nbs myName myPassword
myName:{SHA}VBPuJHI7uixaa6LQGWx4s+5GKNE=
```

CRYPT
```
$ htpasswd -nbd myName myPassword
myName:rqXexS6ZhobKA 
```

MD5 a dokładniej APR1 jest aktualnie uważany za zbyt słabe zabezpieczenie.